# Kuklur, Virajpet
Kuklur là một làng thuộc tehsil Virajpet, huyện Kodagu, bang Karnataka, Ấn Độ.